# Bande striée
La bande striée est le nom donné par l’anatomiste canadien John R Taylor à une partie unique du prépuce.

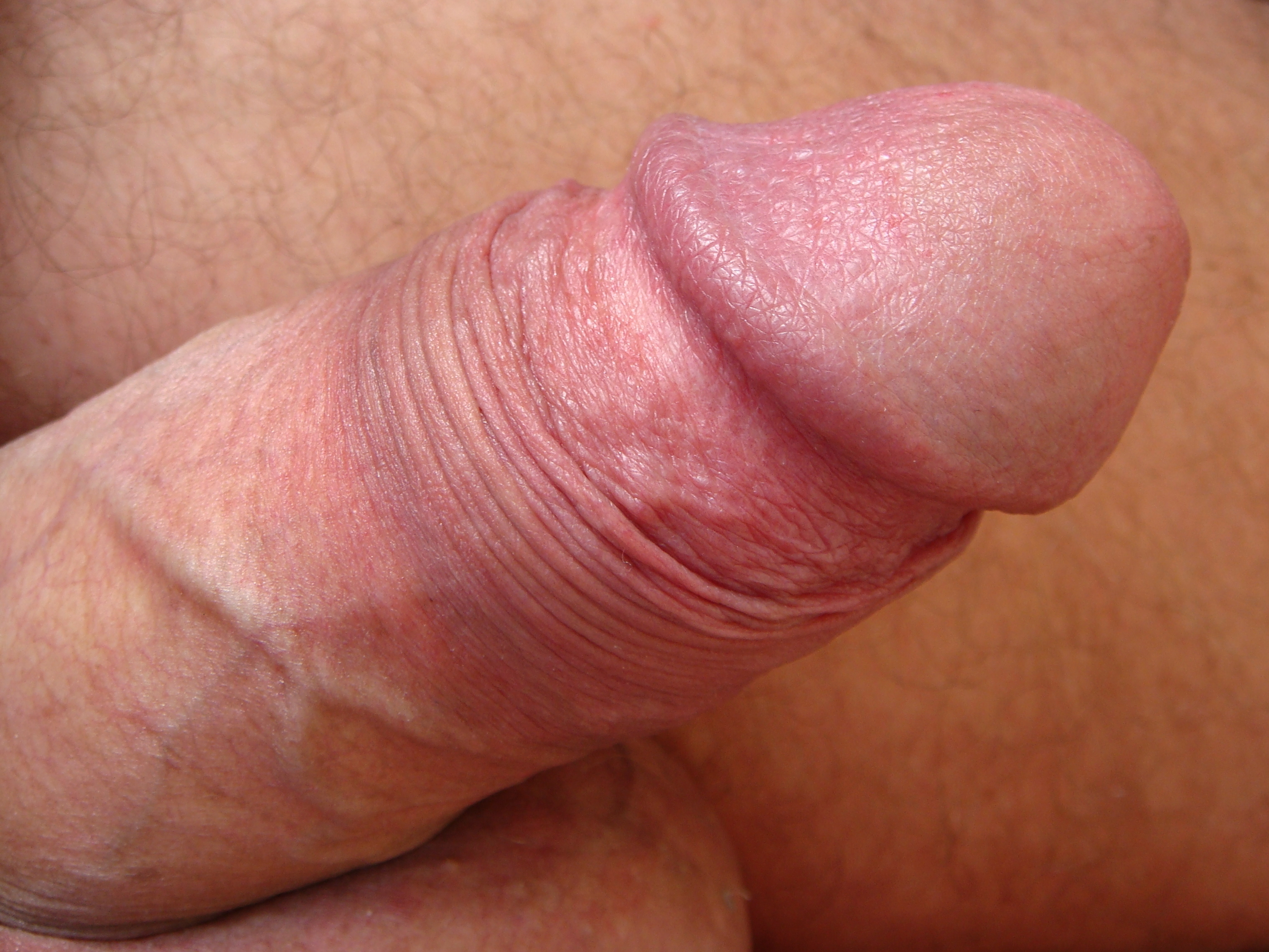
Bande stiée sur un pénis décalotté.

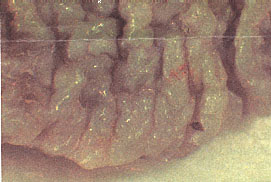
Vue d'une partie de la bande striée. Grossissement : 10 X. La muqueuse moite ressemble au tissu intestinal plutôt qu'à une peau réelle.

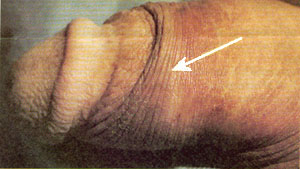
La flèche montre la zone de transition entre la bande striée et la peau véritable du prépuce. On peut facilement voir les huit ou dix stries encerclant le pénis.

## Structure
La bande striée est un anneau de muqueuse largement ondulée ou striée, bordant l’extrémité du prépuce. Lorsque le prépuce est rétracté, la partie principale de la bande striée parcourt le dessus et les côtés de l’axe du pénis. Sous le pénis, la bande striée se fond dans le frein du prépuce.
Au sommet des ondulations de la bande striée, se trouvent des corpuscules de Meissner, récepteurs sensoriels qui répondent à un étirement mécanique. Les corpuscules de Meissner sont abondants dans les régions sensibles au toucher, comme le bout des doigts et les lèvres. Mais Taylor fait l'hypothèse que les corpuscules de Meissner placés dans la bande striée, structure disposée comme un accordéon, sont adaptés à détecter des étirements, plutôt que des touchers légers.

## Fonction
L’étirement de la bande striée en accordéon déclencherait des réflexes sexuels.